# Mutella
Mutella ist ein textbasiertes Filesharingprogramm für das Peer-to-Peer-Netzwerk Gnutella für Unix, entwickelt von Max Zaitsev und Gregory Block.

Es hat zwei Benutzeroberflächen – eine für den Textmodus und eine für das so genannte „Remote Control“, welches auf einem integrierten Webserver läuft und durch einen Webbrowser benutzt wird.
Die erste offizielle Version wurde am 6. Oktober 2001 veröffentlicht.
Das Mutella Logo wurde ab der Version 0.4.1 in einen Tintenfisch verändert, davor wurde eine blaue und schwarze Version des Ouroboros verwendet.